# أليكس غرانت (شاعر)
أليكس غرانت (بالإنجليزية: Alex Grant)‏ هو شاعر أمريكي، ولد في القرن العشرين في غرينوك في المملكة المتحدة.